# Le Dahlia noir (bande dessinée)
Pour les articles homonymes, voir Dahlia (homonymie) et Le Dahlia noir (homonymie).
Le Dahlia noir (The Black Dahlia) une bande dessinée de Matz, David Fincher et Miles Hyman sortie en 2013, basée sur le roman du même nom de James Ellroy sorti en 1987 et faisant partie du Quatuor de Los Angeles.

## Résumé
En 1946. Dwight « Bucky » Bleichert fête son premier jour aux Mandats, prestigieux service où rêvent de travailler la plupart des policiers de Los Angeles. Il y fait équipe avec Leland « Lee » Blanchard, comme lui ancien boxeur, et qu’il a même déjà affronté.
En janvier 1947, ils vont enquêter sur un crime aussi horrible que médiatisé : celui d'Elizabeth « Betty » Short, surnommée le Dahlia Noir retrouvée morte et mutilée dans un terrain vague…

## Historique
Bien avant l'adaptation cinématographique de Brian De Palma en 2006, le réalisateur David Fincher voulait adapter le roman de James Ellroy, avec Tom Cruise en tête d'affiche. Finalement, le projet ne se concrétise pas. Mais Matz et David Fincher vont alors garder le contact. Et lorsqu'ils obtiennent l'autorisation de James Ellroy lui-même, ils décident d'adapter Le Dahlia noir en bande dessinée,. Ils réalisent  en 2023, The Killer l'adaptation de la bande dessinée de Matz, Le Tueur. 

## Style
Miles Hyman réalise ici des dessins au fusain, en jouant beaucoup avec les ombres. David Fincher n'a voulu que trois strips par page.